# Gorączka okresowa związana z hipergammaglobulinemią D
Gorączka okresowa związana z hipergammaglobulinemią D (ang. hyperimmunoglobulinemia D with recurrent fever, hyper-immunoglobulin-D syndrome, hyper-IgD syndrome, HIDS
) – choroba autozapalna wywołana mutacją genu kodującego enzym – kinazę mewalonianu, który jest zlokalizowany na ramieniu długim chromosomu 12. Choroba jest dziedziczona autosomalnie recesywnie.
Niedobór enzymu powoduje nagromadzenie w organizmie substratu – kwasu mewalonowego. Nieznana jest natomiast przyczyna wzrostu poziomu immunoglobuliny D. Choroba została po raz pierwszy opisana w 1984 przez Josa van der Meera.
Gorączka okresowa związana z hipergammaglobulinemią D jest alleliczną formą acydurii mewalonianowej.

## Objawy kliniczne
Początkowe objawy HIDS pojawiają się zwykle około pierwszego roku życia a kolejne epizody występują najczęściej do okresu dojrzewania. Okresowo pojawia się wysoka gorączka, która utrzymuje się przez 3–5 dni i powtarza się w okresie 4–6 tygodni. Gorączce mogą towarzyszyć napady padaczkowe oraz bóle głowy, brzucha, mięśni, stawów, a także biegunka i wymioty. W obrębie skóry pojawia się wysypka, a na błonach śluzowych występują afty. Objawom tym może towarzyszyć zapalenie stawów, powiększenie węzłów chłonnych i powiększenie śledziony. Pomiędzy atakami objawy zanikają.

## Rozpoznanie
Chorobę rozpoznaje się na podstawie obrazu klinicznego oraz w oparciu o podwyższone wartości wskaźników stanu zapalnego (leukocytoza, OB, CRP) i wysokie stężenie immunoglobuliny-D (często również immunoglobuliny IgA) w surowicy krwi.

## Leczenie
Nie są znane skuteczne metody leczenia. W leczeniu stosuje się glikokortykosteroidy, kolchicynę, cyklosporynę A. Opisywano też korzystne wyniki leczenia z zastosowaniem simwastatyny, etanerceptu i anakinry.